# Silvia Grijalba
Silvia Grijalba (Madrid, 1967) es una periodista, escritora, y gestora cultural española, en especial en el ámbito de la música. Fue galardonada con el Premio Fernando Lara de Novela en su edición de 2011.
Desde 2020 dirige el Instituto Cervantes de Albuquerque y anteriormente dirigió los Instituto Cervantes de El Cairo y Alejandría.

## Biografía
Vinculada al diario español El Mundo desde sus inicios profesionales y los del propio periódico, fue redactora en la sección de cultura del mismo.  Ha colaborado en otros medios especializados en música como Glamour, Ruta 66, Rolling Stone o Vogue. Se desligó del ámbito profesional como periodista para poder profundizar en el mundo de la literatura. Así comenzó su faceta literaria con dos novelas, Alivio rápido (2001) y Atrapada en el limbo (2005); seis años después con Contigo aprendí, una obra que transcurre entre España, Cuba y Nueva York, donde novela la vida de su abuela paterna casada con un indiano ganó el Premio Fernando Lara de Novela dotado con 120 000 euros. Su última novela publicada es Tú me acostumbraste (2014); También es autora de varios ensayos relacionados con la música como Dios salve a la movida (2006), Palabra de rock. Antología de letristas españoles (2008) y Más que famosos. Auge y caída de la fascinación por el rock (2015) que constituye un recorrido por su anecdotario como periodista musical durante muchos años. Es también autora de Biografía de Depeche Mode (1997), la primera publicada en español sobre el grupo británico.
Como gestora cultural destaca la dirección del festival Spoken Word Palabra y Música (Sevilla y Gijón, entre otras ciudades) y Poesía del Rock (Málaga). y haber sido gerente de la Fundación Rafael Pérez Estrada y directora de la Casa Gerald Brenan de Málaga. Desde 2020 dirige la sede del Instituto Cervantes de Albuquerque y anteriormente dirigió las de  El Cairo y Alejandría.